# Alamosaurus sanjuanensis
Alamosaurus sanjuanensis ("poppelödla från San Juan") är en art tillhörande släktet Alamosaurus, en titanosaurie från yngre krita i det som idag är Nordamerika. Den var en jättelik fyrbent, växtätande dinosaurie som blev över 30 meter lång och kunde väga mellan 50 och 100 ton vilket kan ha gjort den till den största växtätaren på den nordamerikanska kontinenten. Tidigare antog man att Alamosaurus bara blev omkring 20 meter lång genom fossil som tros härstamma från ungdjur av arten. Alamosaurus hade, så som andra sauropoder, en lång hals och en lång svans som kan ha slutat i en pisksnärt.

## Namngivning
I motsats till populära påståenden har denna dinosaurie inte fått sitt namn efter Alamo i San Antonio, Texas, eller slaget som utkämpades här. Holotypen av Alamosaurus hittades i New Mexico och hade då inte hittats i Texas ännu. I stället kommer namnet Alamosaurus från Ojo Alamo, det dåvarande namnet på den geologiska formationen där den hittades (den delen av Ojo Alamo-formationen har sedan dess bytt namn till Kirtland-formationen) och blev, i tur och ordning, namngiven efter den närliggande Ojo Alamos handelsplats. Termen alamo är ett spanskt ord som betyder "poppel" och används för den lokala underarten av poppel. Termen saurus härrör från σαυρα/saura, vilket är grekiska för "ödla" och det vanligast förekommande suffix i dinosaurienamn. Det finns en art, A. sanjuanensis, som är uppkallad efter San Juan County där de första resterna hittades. Både släktet och arten namngavs av paleontologen Charles W Gilmore från Smithsonian institution år 1922.

## Klassificering
Alamosaurus är otvivelaktigt en medlem av familjen Titanosauria, men släktskapet inom den gruppen är långt ifrån fastställt. En huvudsaklig analys sammanför Alamosaurus med Opisthocoelicaudia i underfamiljen Opisthocoelicaudinae i familjen Saltasauridae (Wilson, 2002). En konkurrerande analys visar dock att Alamosaurus är ett systertaxon till Pellegrinisaurus, med båda släkten precis utanför Saltasauridae (Upchurch o. a., 2004). Andra forskare har dessutom noterat särskilda likheter med saltasauriden Neuquensaurus och Trigonosaurus ("Peiropolis-titanosaurien") som används i många kladistiska och morfologiska analyser om titanosaurier (Lehman och Coulson, 2002).

## Fynd
Kvarlevor av Alamosaurus har påträffats på många ställen i sydvästra USA, bland annat Arizona och Texas. Holotypen upptäcktes i Lägre Kirtland-formationen i New Mexico, och sedan dess har Alamosaurus även återfunnits i de övre delarna av Kirtland, en formation som avsattes under maastricht-skedet under yngre krita och är känd som "Kirtland Shale." Man har även funnit skelettdelar i andra formationer från maastricht-skedet, så som North Horn-formationen i Utah och Black Peaks-formationen, El Picacho-formation och Javelina-formationen i Texas. Dessa formationer avlagrades för mellan 74 och 65 miljoner år sedan (K-T-gränsen). Alamosaurus kan ha varit en av de sist existerande dinosaurierna.

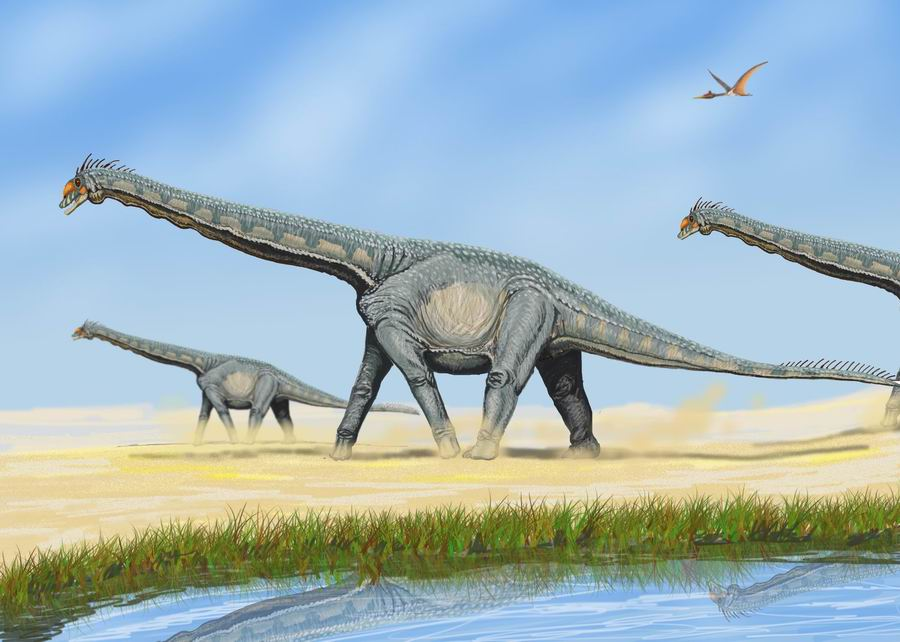
Hypotetisk konstruktion av en flock alamosaurier.

Gilmore beskrev ursprungligen ett skulderblad och ischium (del av bäckenbenet) år 1922. Dock fann han år 1946 ett mer komplett exemplar i Utah. Detta bestod av en fullständig svans, ett fullständigt höger framben så när som på topparna av tårna, och båda ischia. Sedan dess har många skelettdelar från Texas, New Mexico och Utah hänvisats till Alamosaurus, ofta utan mer genomgående beskrivningar. Det mest fullständiga kända exemplaret är ett nyss återfunnet skelett av ett ungdjur från Texas. Detta medförde att man kunde göra en bedömning av längd och massa (Lehman och Coulson, 2002).
Än så länge har man inte funnit något kranium, förutom ett par smala tänder. Dessutom har inget benpansar rapporterats av sådant slag man funnit hos andra långt utvecklade titanosaurier, som till exempel hos Saltasaurus.
Bitar av Alamosaurus skelett är bland de vanligaste dinosauriefossil från yngre krita som hittats i de sydvästra delarna av USA och används nu för att definiera faunan under den tidsperioden på den platsen. Andra samtida dinosaurier från den delen av världen inbegriper bland annat tyrannosaurider, mindre theropoder, Nodocephalosaurus kirtlandensis, Parasaurolophus, Torosaurus latus och Pentaceratops sternbergii.